# Система органів

Приклад системи органів людини — дихальна система (детальна схема)

Систе́ма о́рганів — сукупність органів одного походження, які мають спільні риси будови, пов'язані анатомічно і топографічно, а також виконують певну функцію.
Загальні системи, присутні в організмі ссавців та інших тварин, можна бачити в анатомії людини, до них можна віднести такі системи як: серцево-судинна система, дихальна система, нервова система, травна система, імунна система, покривна система, статева система, видільна система, ендокринна система, опорно-рухова система.
Системи органів, їх будову, роботу та розташування  вивчає наука Анатомія .